# ランメルスベルク鉱山、歴史都市ゴスラーとオーバーハルツ水利管理システム
ランメルスベルク鉱山、歴史都市ゴスラーとオーバーハルツ水利管理システム（ランメルスベルクこうざん、れきしとしゴスラーとオーバーハルツすいりかんりシステム）は、ドイツの非鉄金属の鉱山と、それによって栄えた歴史都市、さらに採掘や冶金に活用された排水や水力の管理体系という、鉱業に関する包括的な産業遺産群を対象とした国際連合教育科学文化機関 (UNESCO) の世界遺産リスト登録物件である。1992年にランメルスベルク鉱山とゴスラーの歴史地区がまず登録され、2010年にオーバーハルツ水利管理システムが拡大登録された。

## 登録経緯
この世界遺産が最初に推薦されたのは1991年10月1日のことで、その時点での対象はランメルスベルク鉱山とゴスラーの街並みのみだった。推薦時点での名称は「ランメルスベルク鉱山とそれに付随するゴスラーの歴史的市街中心部」(Rammelsberg Ore Mine and the historie town centre of Goslar belonging to it / Mine du Rammelsberg et centre historique de Goslar) であった。世界遺産委員会の諮問機関である国際記念物遺跡会議 (ICOMOS) はこれに対して「登録」を勧告し、1992年の第16回世界遺産委員会で正式に登録が認められた。
その時点での登録名はMines of Rammelsberg and Historic Town of Goslar （英語）、Mines de Rammelsberg et la ville historique de Goslar （フランス語）で、それに対する日本語訳としては、
- ランメルスベルク旧鉱山と古都ゴスラー - 堀内正昭[4]
- ランメルスベルク鉱山と古都ゴスラー - 青柳正規[5]
- ランメルスベルク鉱山とゴスラーの歴史地区 - 世界遺産アカデミー[6]

などがあった。
のちに緩衝地域の拡張に関する「軽微な変更」が申請され、ICOMOSはこれを妥当なものとして適用を勧告し、2008年7月の第32回世界遺産委員会で承認された。
それに先立つ2008年1月22日に、「オーバーハルツ水利管理システム」（1999年9月20日暫定リスト記載）の拡大登録が正式推薦された。ICOMOSはこの拡大について、世界遺産としての「顕著な普遍的価値」は認めたものの、管理面の不備などを理由に「情報照会」を勧告した。しかし、その年の第34回世界遺産委員会では勧告が覆され、逆転での拡大登録が認められた。

### 登録名
世界遺産としての正式登録名は、Mines of Rammelsberg, Historic Town of Goslar and Upper Harz Water Management System （英語）、Mines de Rammelsberg, ville historique de Goslar et système de gestion hydraulique du Haut-Harz （フランス語）である。その日本語訳は資料によって以下のような違いがある。
- ランメルスベルク鉱山と古都ゴスラーとオーバーハルツ水利管理システム - 日本ユネスコ協会連盟[11]
- ランメルスベルク鉱山とゴスラーの歴史地区、ハルツ山地上部の水利システム- 世界遺産アカデミー[12]
- ランメルスベルク鉱山、古都ゴスラーとハルツ地方北部の水利管理システム - 古田陽久・古田真美[13]
- ランメルスベルク鉱山、歴史都市ゴスラーと上ハルツの水利システム - 谷治正孝[14]
- ランメルスベルク鉱山とゴスラルの歴史地区とオーバーハルツ水利管理システム - 世界遺産なるほど地図帳[15]

## 構成資産
この世界遺産は1992年に登録され、2008年に登録範囲の軽微な変更があった「ランメルスベルク鉱山と歴史都市ゴスラー」(Mines of Rammelsberg and Historic Town of Goslar, ID623bis-001) と2010年に拡大登録された「オーバーハルツ水利管理システム」(Upper Harz Water Management System, ID623ter-002) という2つの構成資産に分かれている。前者の登録面積は363.3 ha、緩衝地域は376.1 haで、後者の登録面積は1,009.89 ha、緩衝地域は5,654.69 haである。
ここでは、前者も「ランメルスベルク鉱山」と「歴史都市ゴスラー」に分けて、それぞれの概要を説明する。

### ランメルスベルク鉱山
ランメルスベルク鉱山はゴスラーの南東1kmに位置する鉱山で、紀元前3世紀には採掘が始まっていたとされるが、現存する記録は11世紀初頭のものが最古である。産出した金属は銅、錫、金、鉛など多岐にわたるが、わけても10世紀に発見された豊富な銀の鉱脈の存在が大きかった。その後、ランメルスベルク鉱山の所有権がブラウンシュヴァイク公の手に渡った時期（1552年 - 1866年）も含め、1988年の閉山まで（銀鉱脈の発見から数えても）約1000年にわたる採掘が行われてきた。
長期間にわたって採掘されてきた鉱山には、970年頃に建設された聖ヨハネ聖堂をはじめ、12世紀から20世紀に掘られた坑道群、1805年の水車、20世紀の換気坑、19世紀後半から20世紀前半にかけての労働者住宅群など、採掘やそれに関連する様々な施設が残る。採掘が終了してからはランメルスベルク博物館として活用されている。

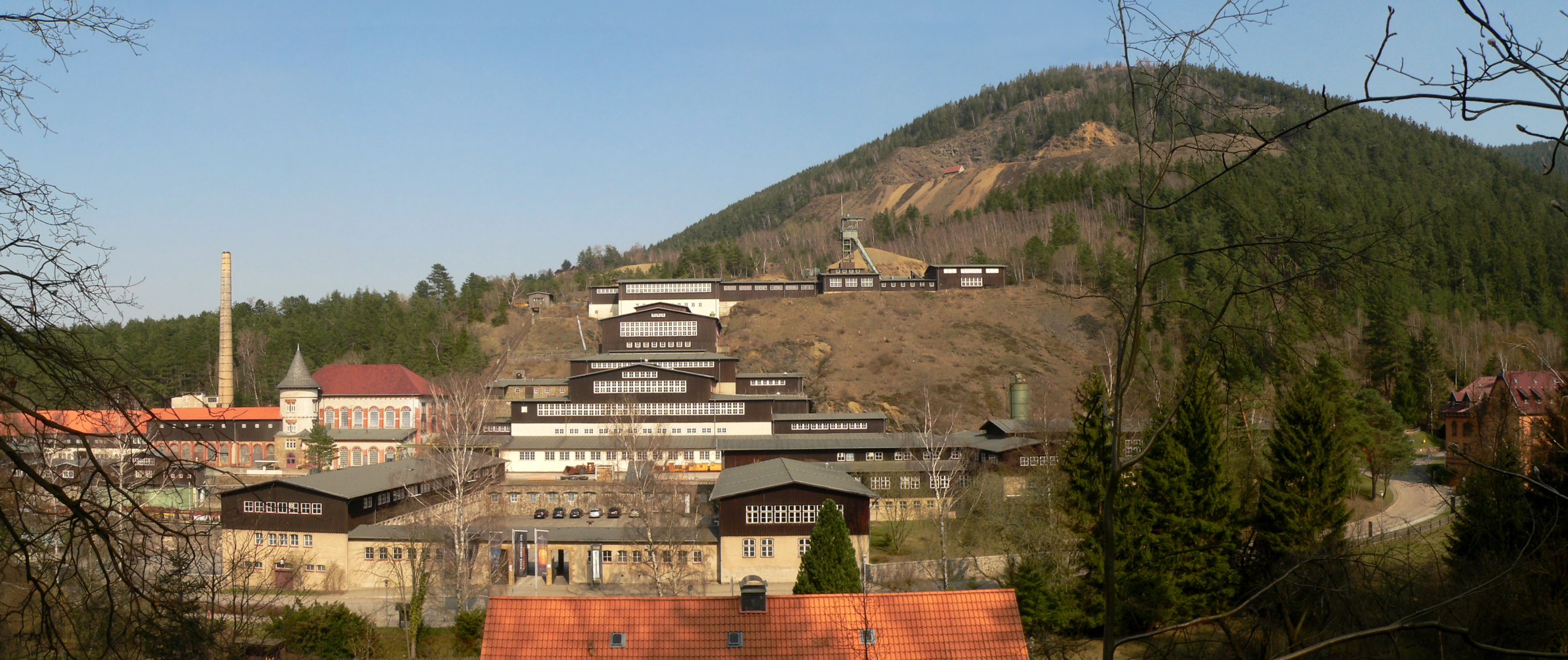
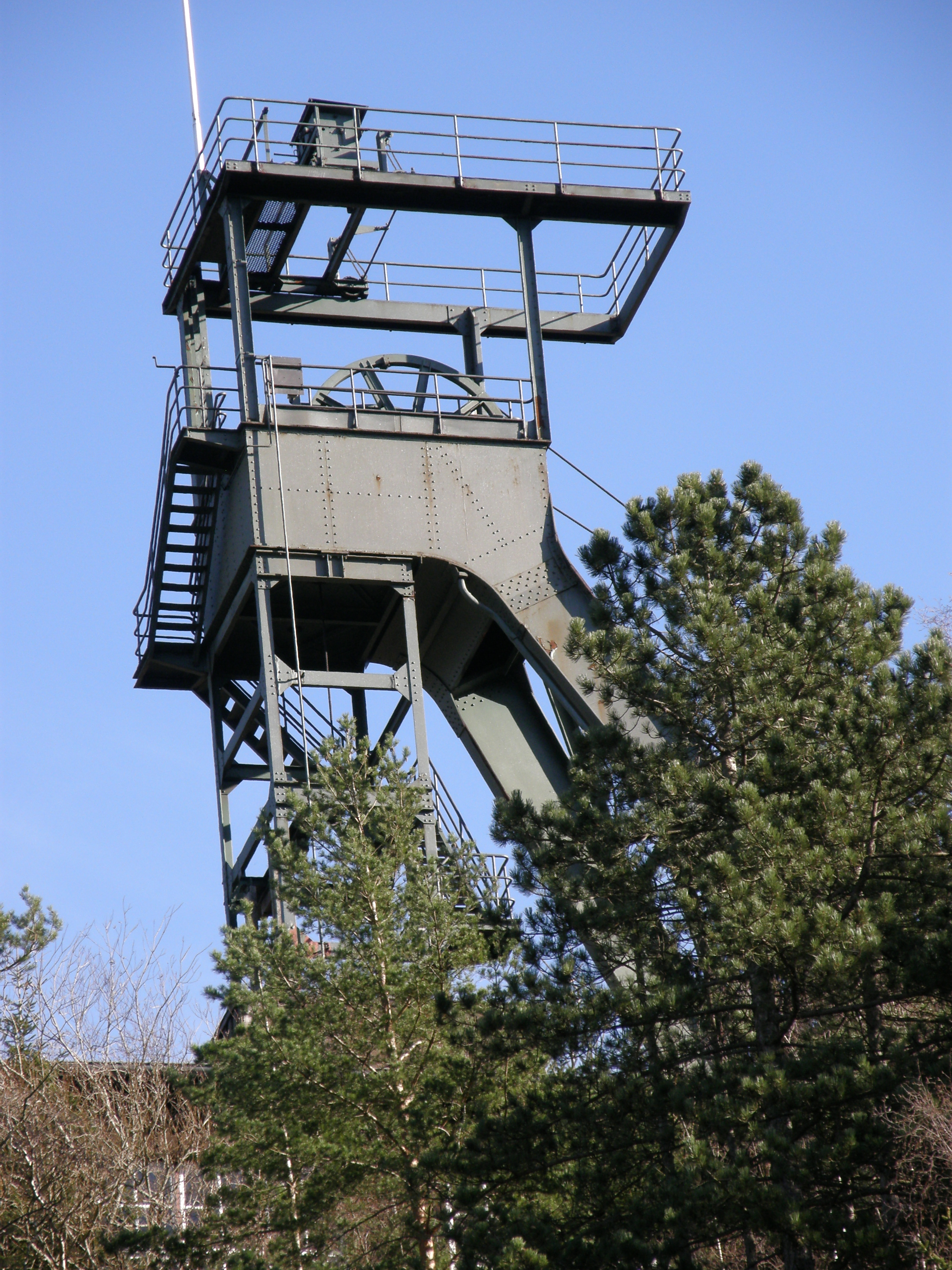
巻き上げやぐら
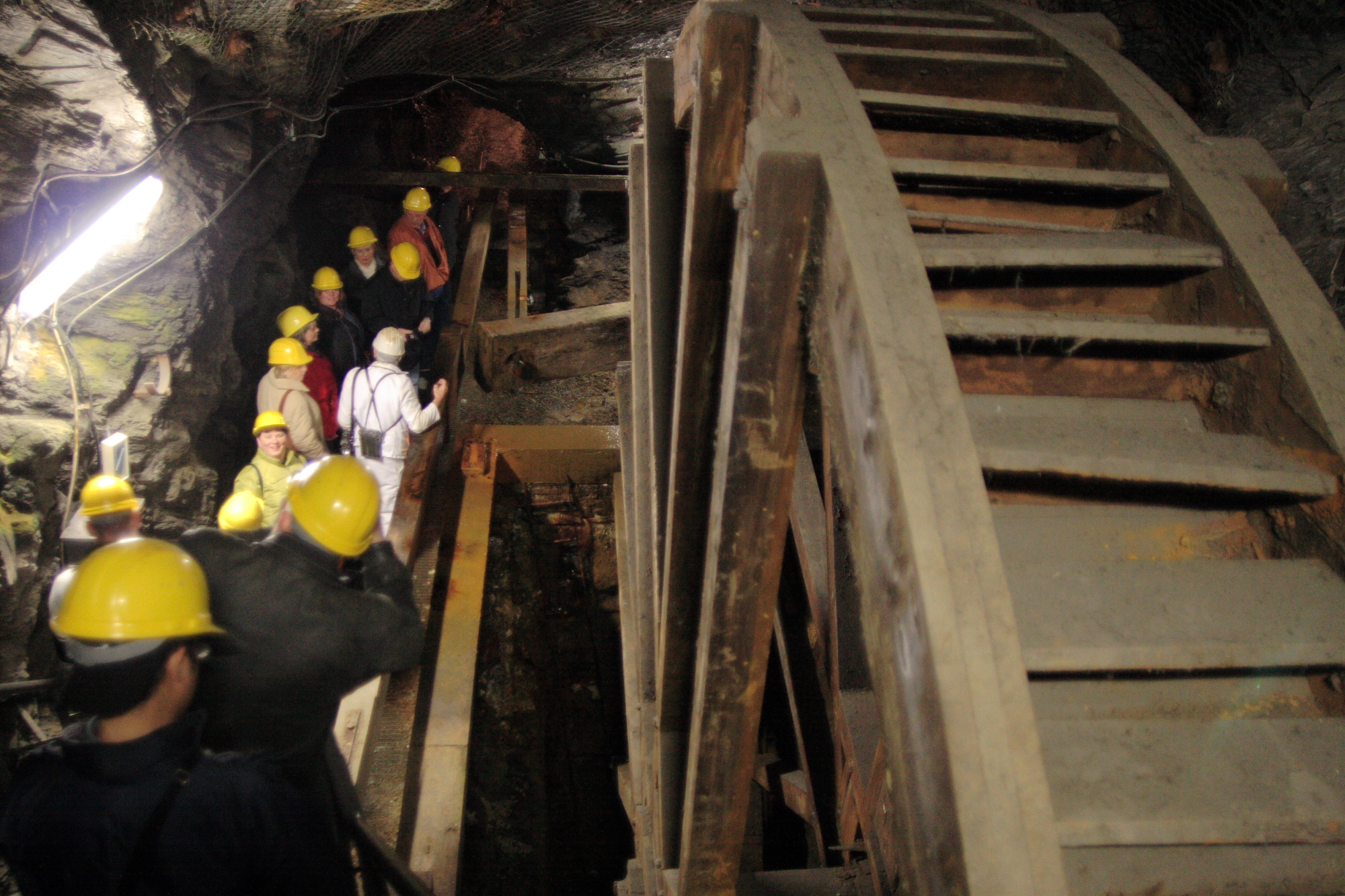
水車

### 歴史都市ゴスラー

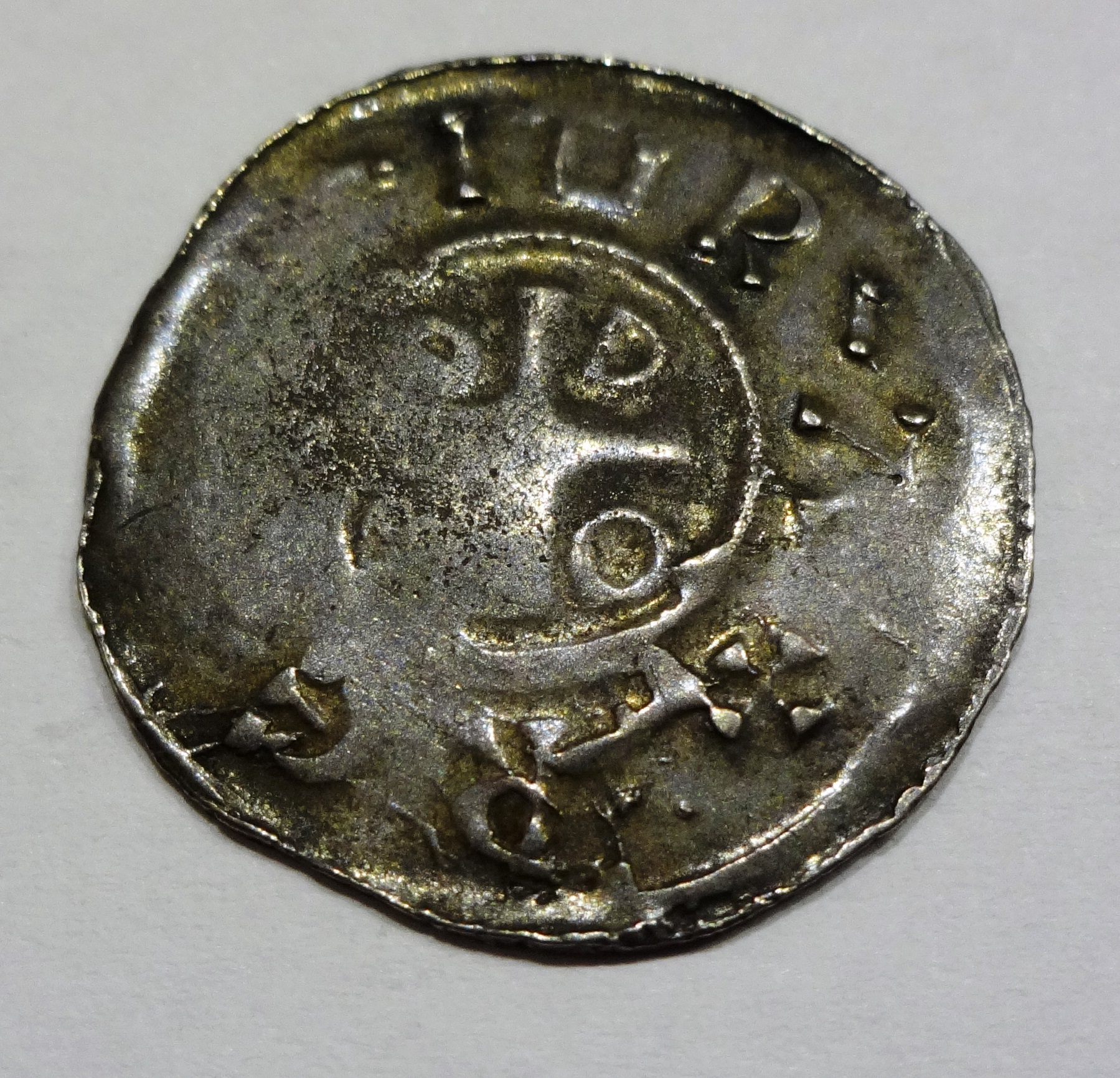
オットー・アーデルハイト・ペニヒ

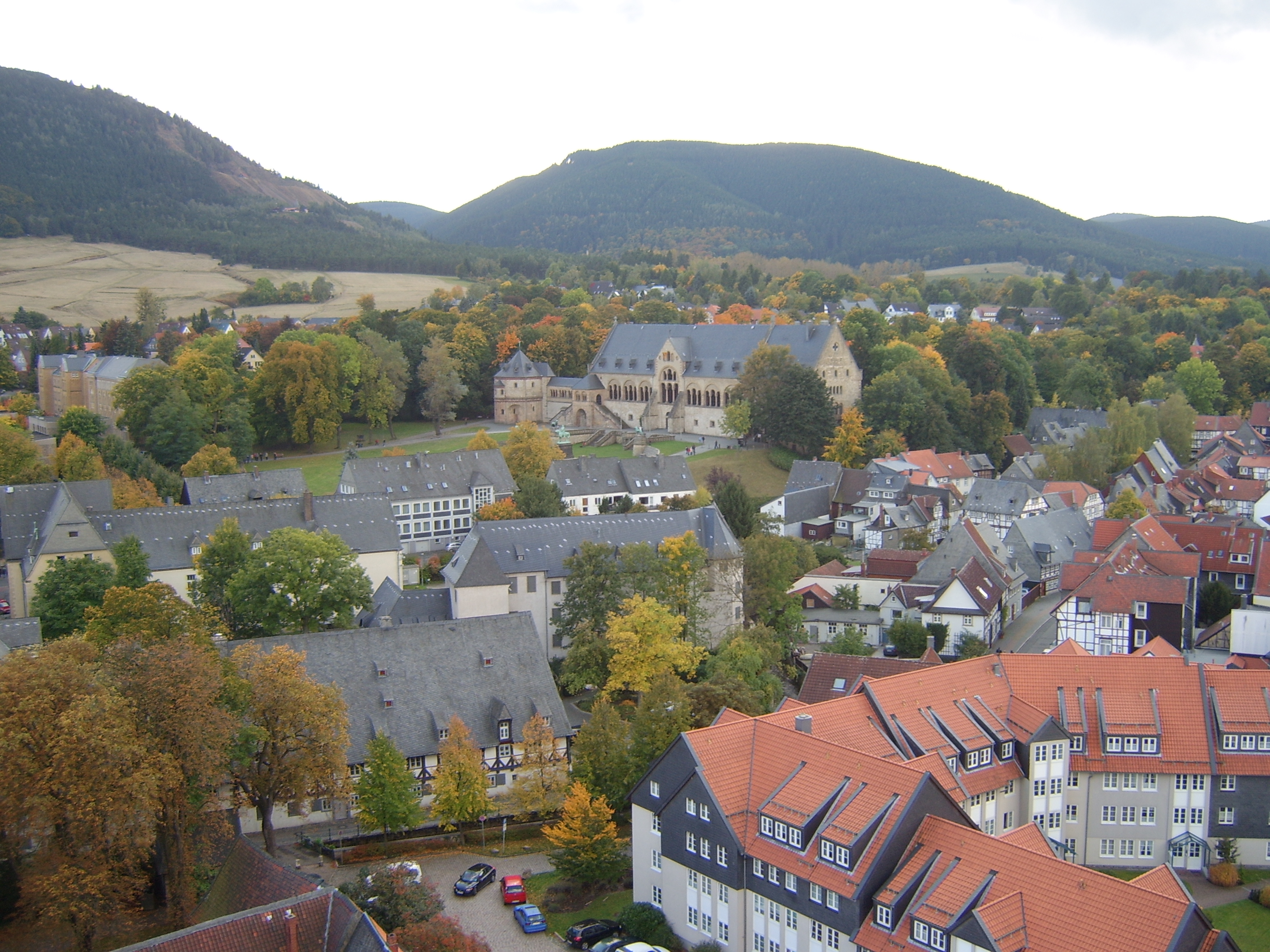
ゴスラーの街並みと周辺景観

ゴスラーはハルツ山地北側の山麓に位置する都市で、ランメルスベルク鉱山での銀鉱脈の発見後に大きな発展を遂げた。神聖ローマ皇帝ハインリヒ2世はランメルスベルクの銀でオットー・アーデルハイト・ペニヒという銀貨を鋳造させるとともに、ゴスラーに皇帝宮殿（カイザープファルツ）を建設した。この皇帝宮殿はドイツのロマネスク様式の宮殿の中では最大のものである。ハインリヒ2世は1009年に彼の治世下で最初の帝国会議を開催した。
帝国自由都市として、政治上も経済上も重要な役割を果たしていたゴスラーは、13世紀にはハンザ同盟に加わり、ランメルスベルクの鉱物資源を主たる交易商品として、さらに繁栄した。その絶頂期は15世紀半ばとされているが、1552年にブラウンシュヴァイク公にランメルスベルク鉱山を奪われた後は経済的に衰退した。しかし、このことによって、かえって16世紀までの古い街並みが良好に保存されることにつながり、第二次世界大戦で大きな損害を受けることもなかった。
ゴスラーの歴史的建造物群の中心地域に当たるのがマルクト広場である。マルクト広場には定時に鉱山の歴史を演じる人形を見られるからくり時計付の時計塔や、1200年頃にさかのぼる噴水のほか、ゴシック様式の市庁舎（15世紀）、ホテルとして使われているゴシック様式のギルド会館（1494年）などが面している。市内には、ハインリヒ3世の心臓が納められている皇帝宮殿内の聖ウルリヒ宮中礼拝堂（1100年頃）や、マルクト広場裏手のマルクト聖堂（1170年）、シトー会修道院付属聖堂を前身とするロマネスク様式のノイヴェルク聖堂（1186年）などの古いキリスト教建築物も残っている。
市内の建物には「デゥカーテン・メンヘン」という黄金を尻からひり出す人形の装飾も見られる。これはかつてギルドの富を示すものとして作られたらしいが、ゲーテやシラーからは酷評されたという。
ほかに、かつての鉱山労働者たちのハーフティンバー様式住宅が並ぶ通りなども見られるが、組頭以上の住宅には、一般労働者の住宅には見られないイタリア・ルネサンスの影響を受けた扇形の装飾などが施されている。

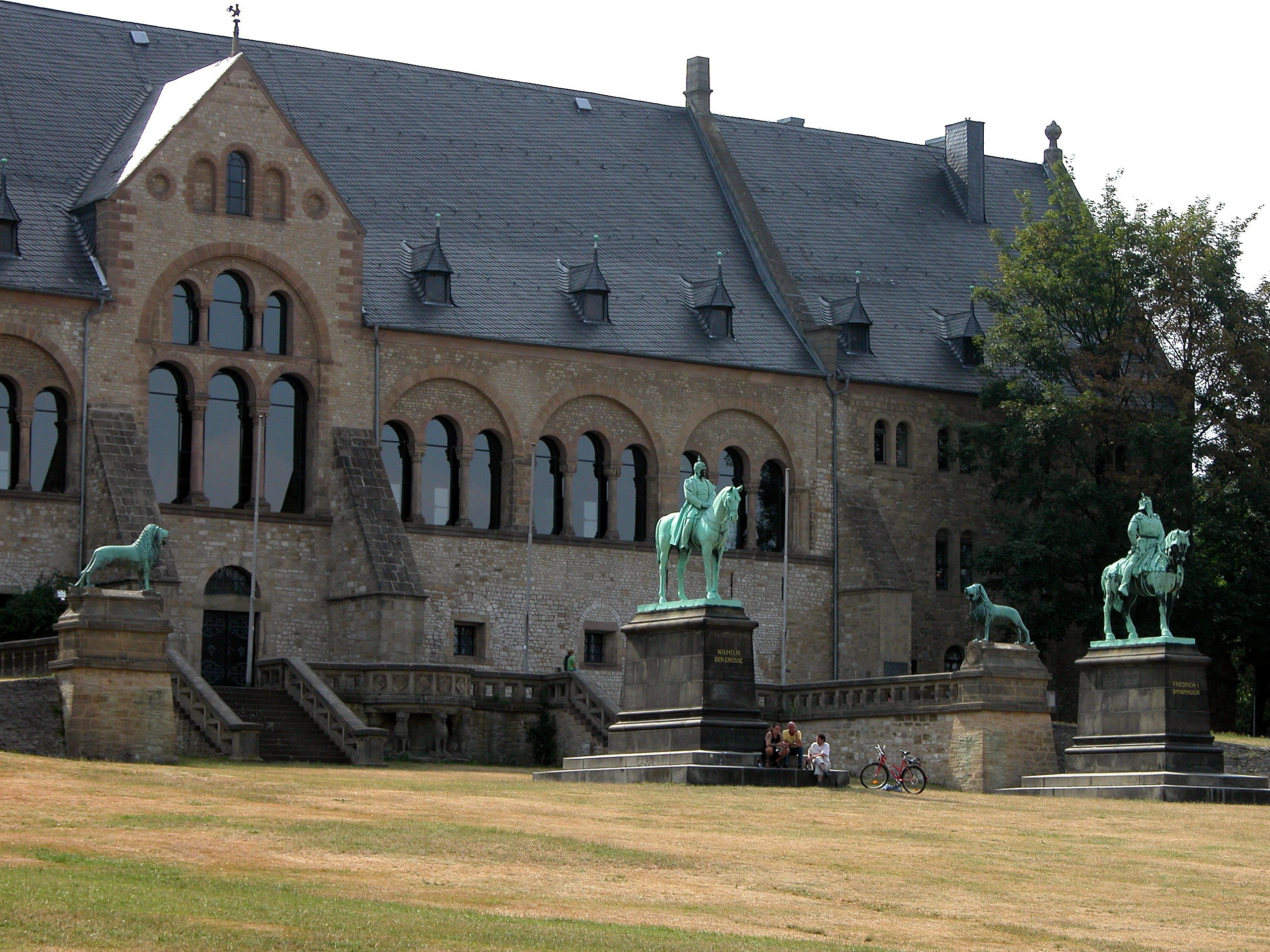
皇帝宮殿
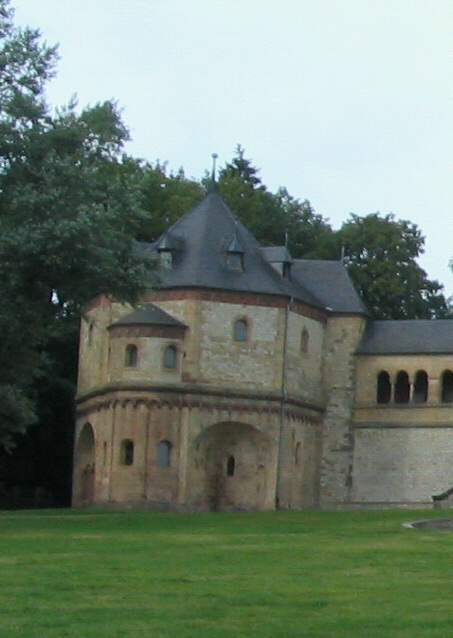
聖ウルリヒ宮中礼拝堂
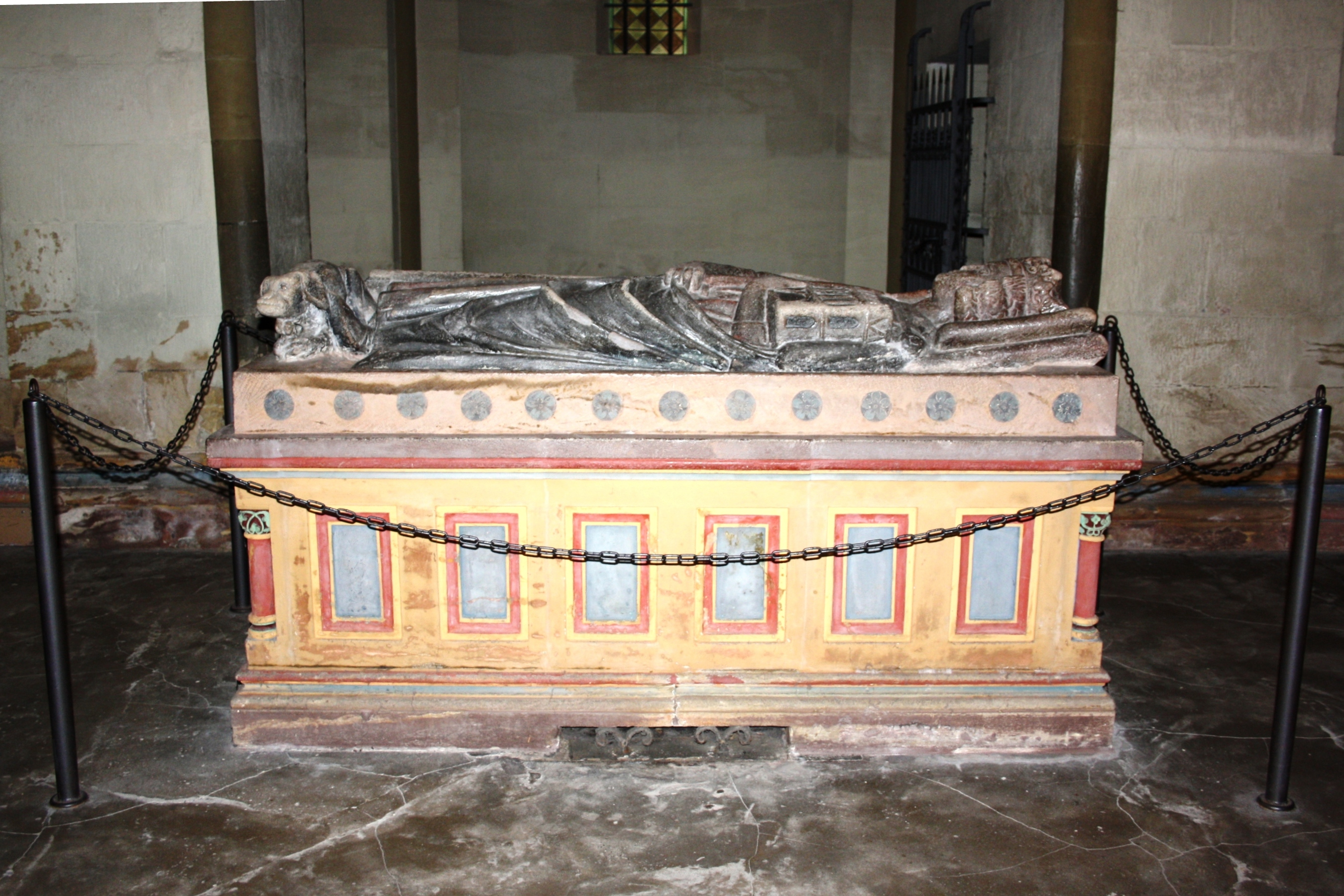
宮中礼拝堂のハインリヒ3世の石棺
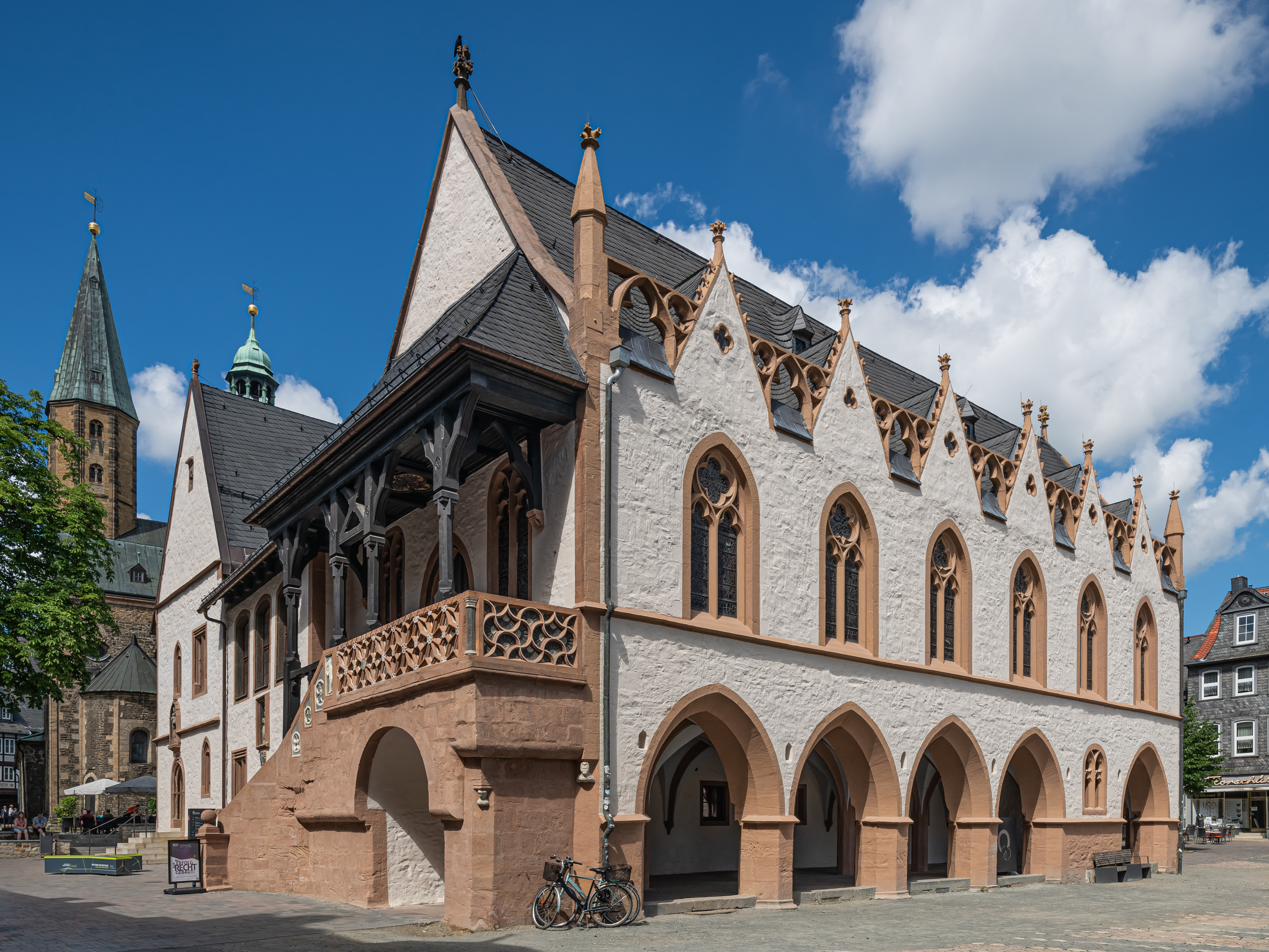
市庁舎
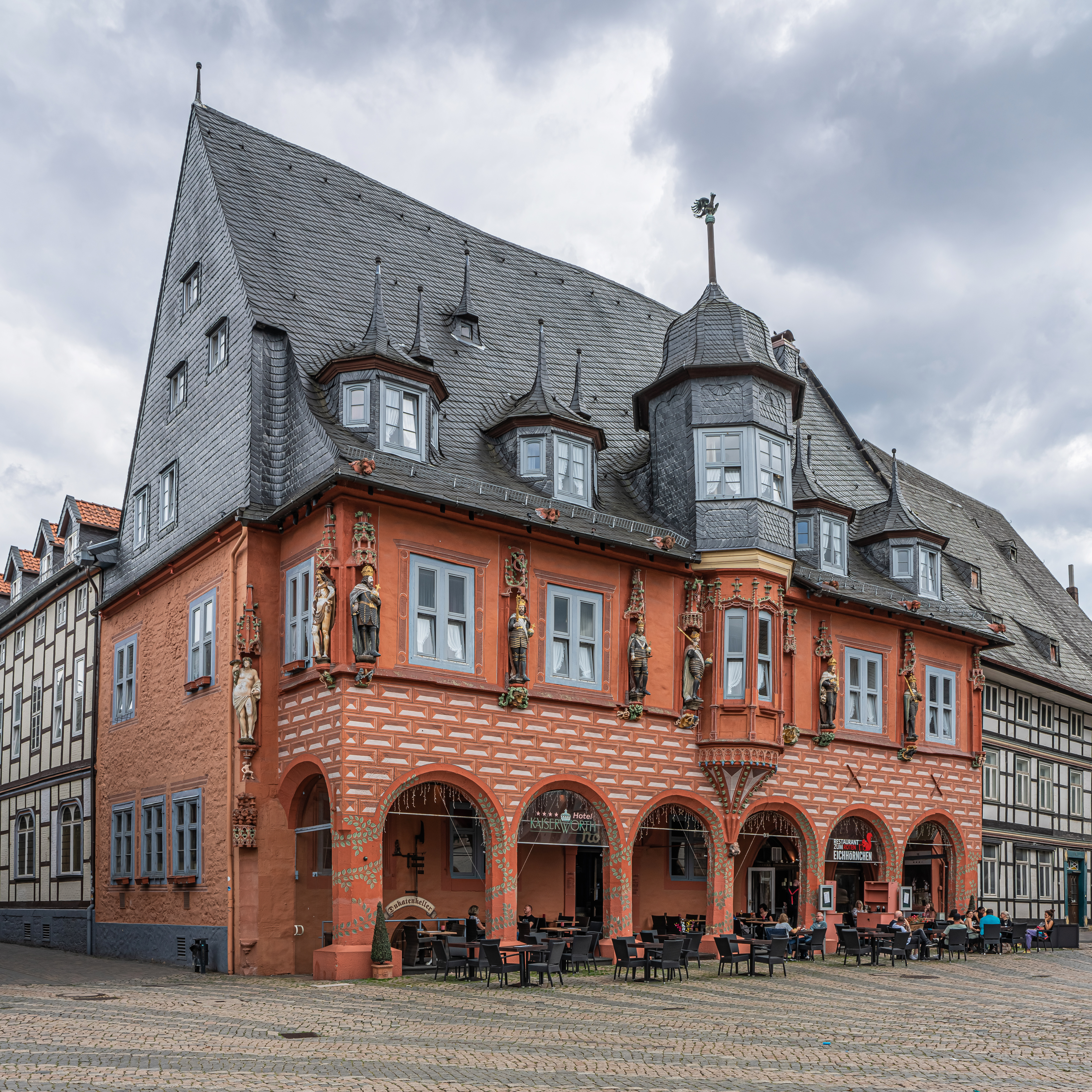
ギルド会館（カイザーヴォルト）
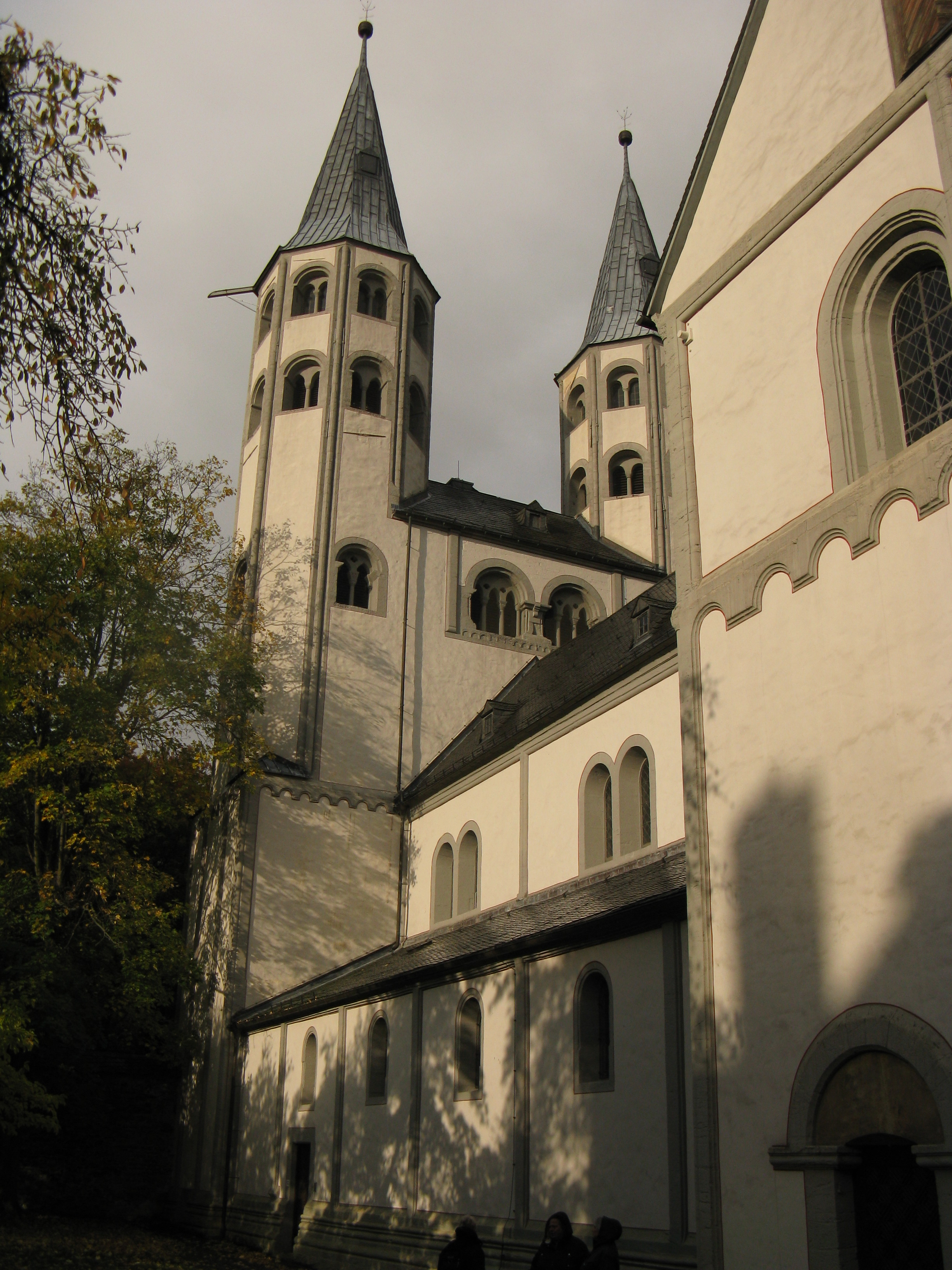
ノイヴェルク聖堂
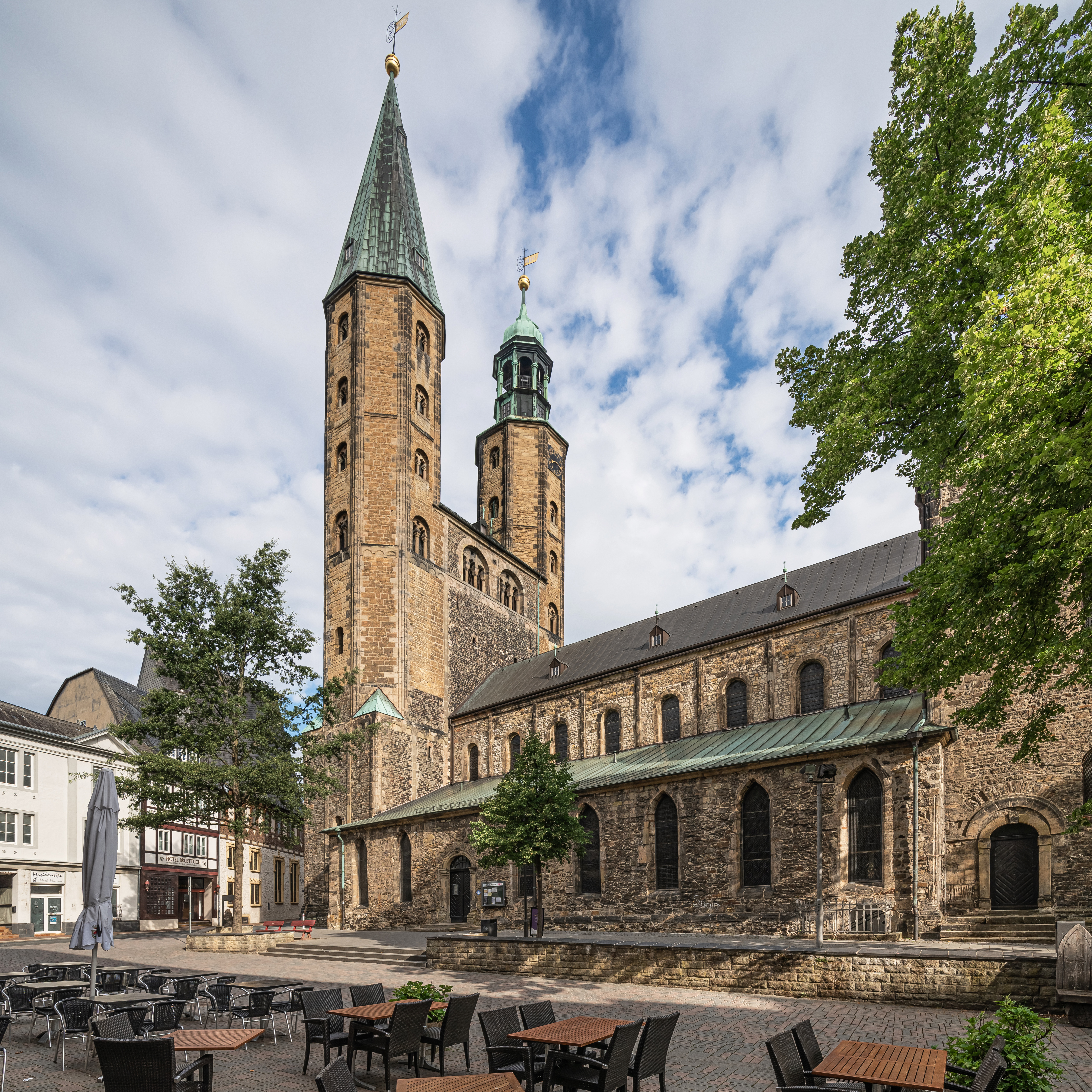
マルクト聖堂
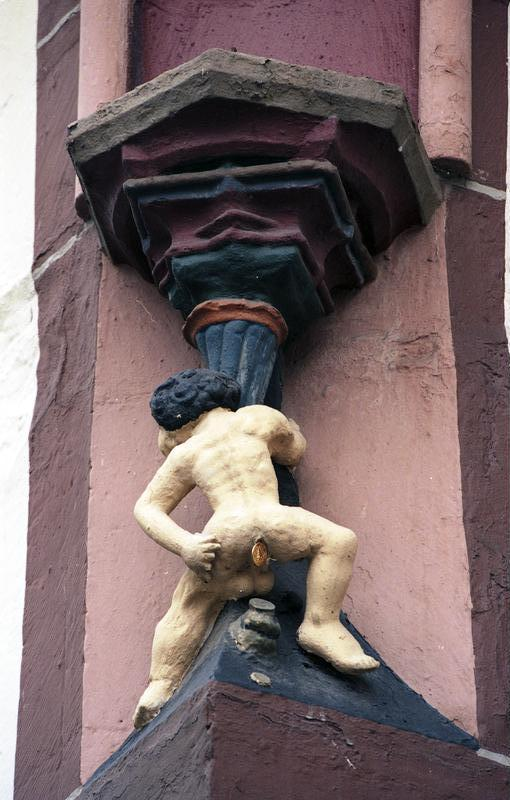
デゥカート・メンヘン
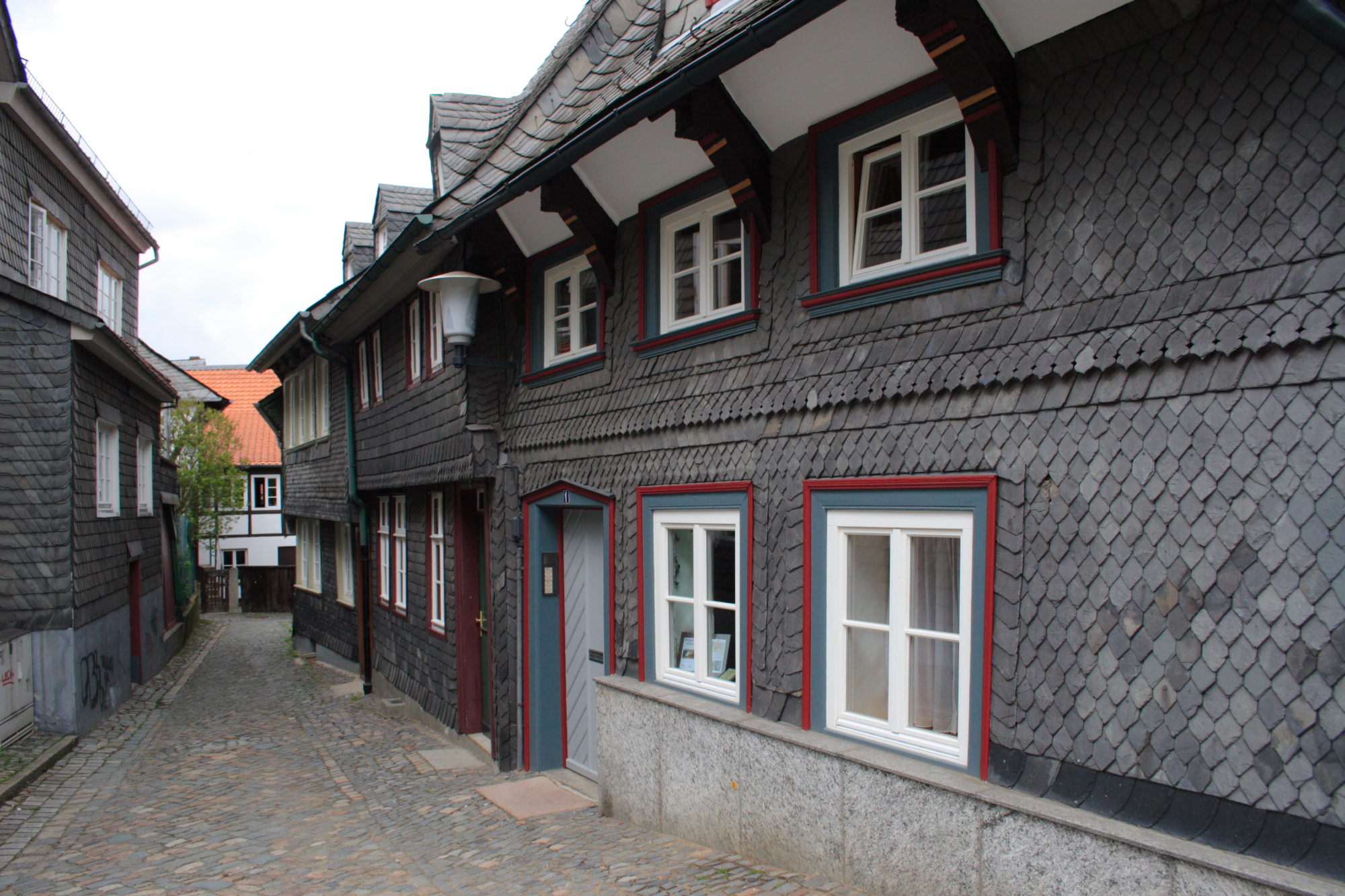
古い家々

### オーバーハルツ水利管理システム
ランメルスベルク鉱山などの南部に位置するオーバーハルツ水利管理システムは、約800年間使われてきた水の管理体系であり、数多くの構成要素からなる。そこには人工池やダム、水路、トンネル、排水施設などが含まれ、それらには古い時代に使われていたものの遺跡も多く含まれている。
また、シトー会のヴァルケンリート修道院遺跡も構成資産のひとつである。オーバーハルツ水利管理システムが本格的に拡大したのは16世紀以降のことだが、もともとの基礎を築き、地域の鉱業を発展させる上では、ヴァルケンリート修道院のシトー会士たちが大きな役割を果たしていたからである。この修道院には北部・中部ドイツでは最古となるゴシック様式聖堂である修道院付属聖堂の遺跡もある。

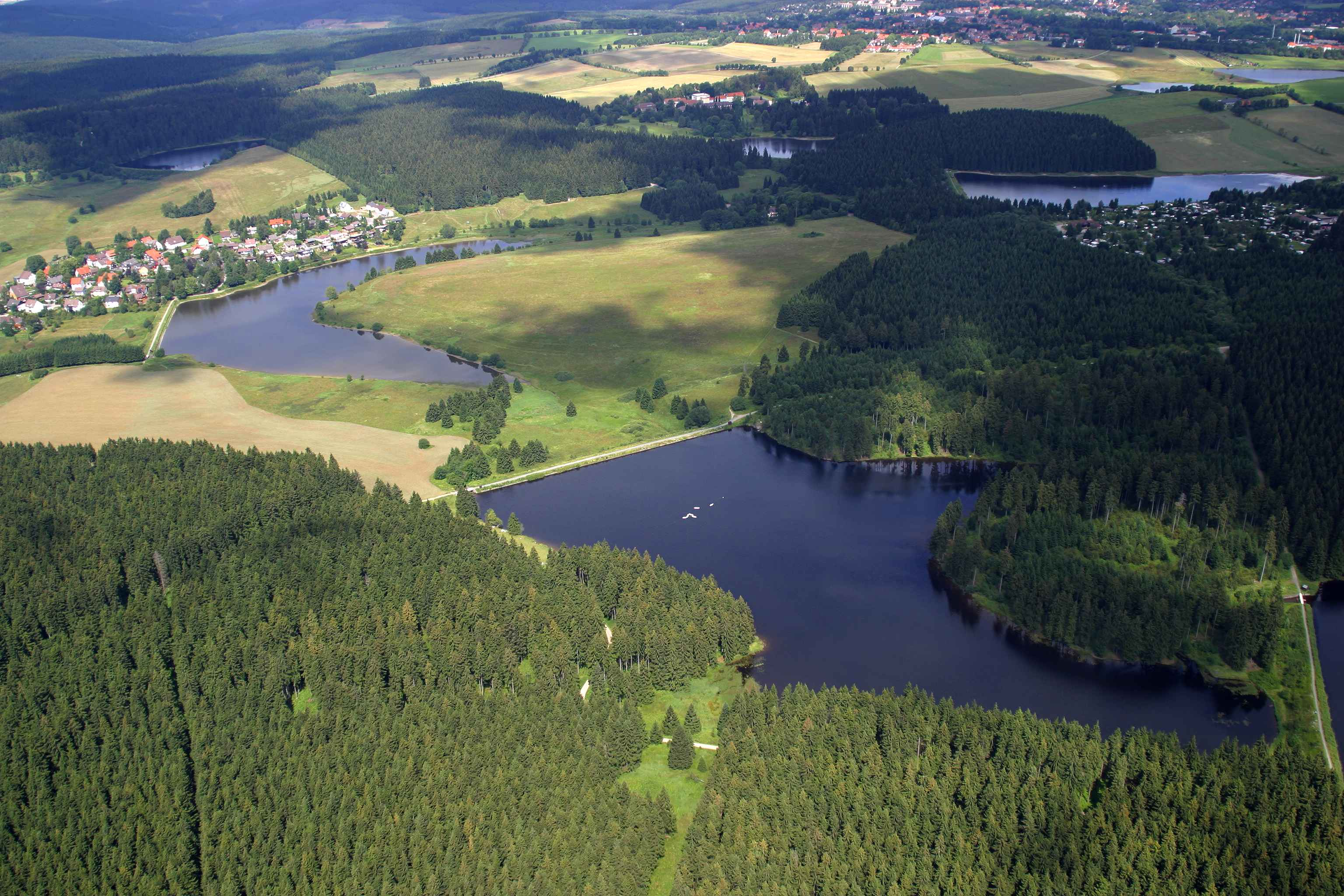
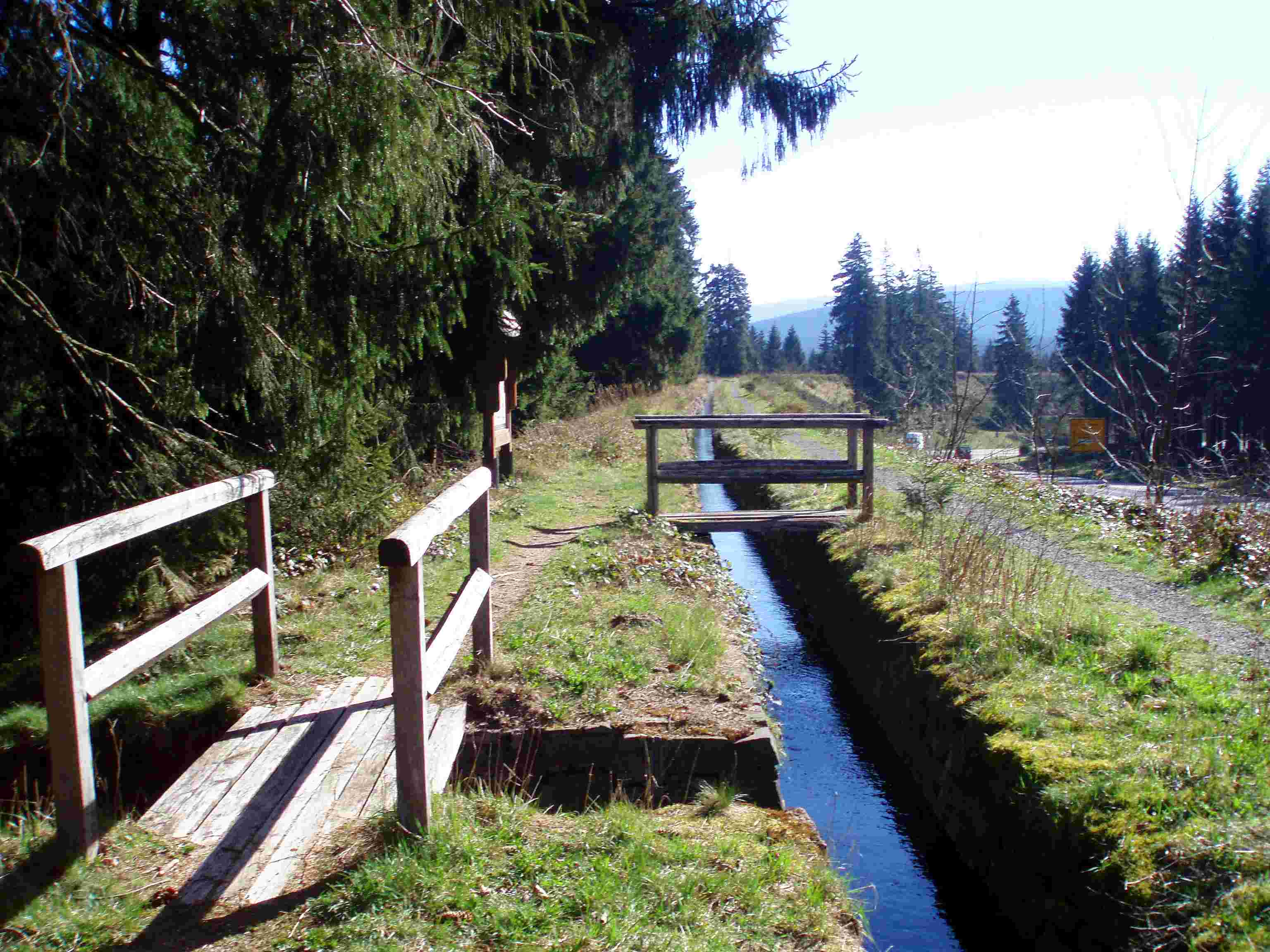
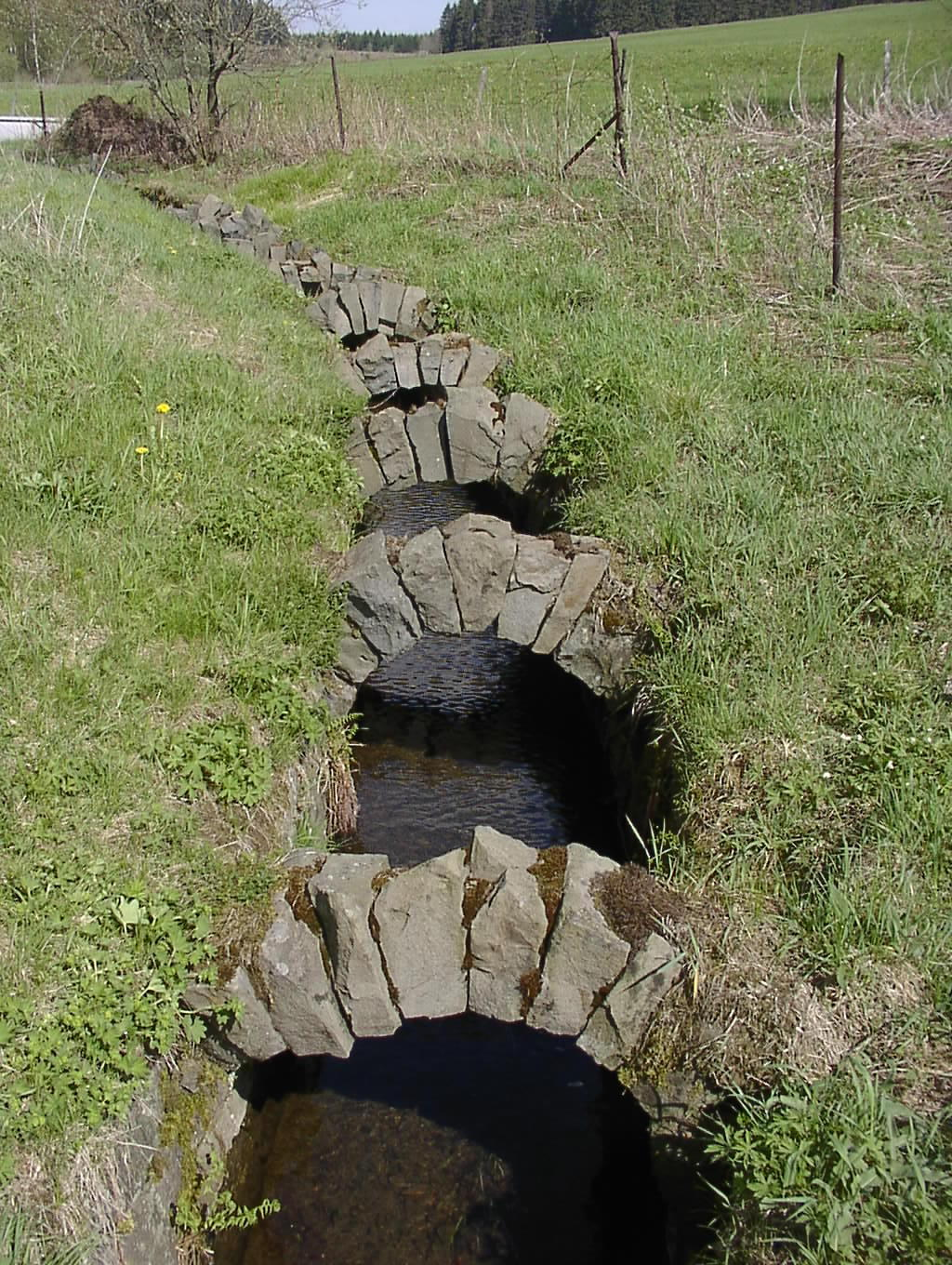
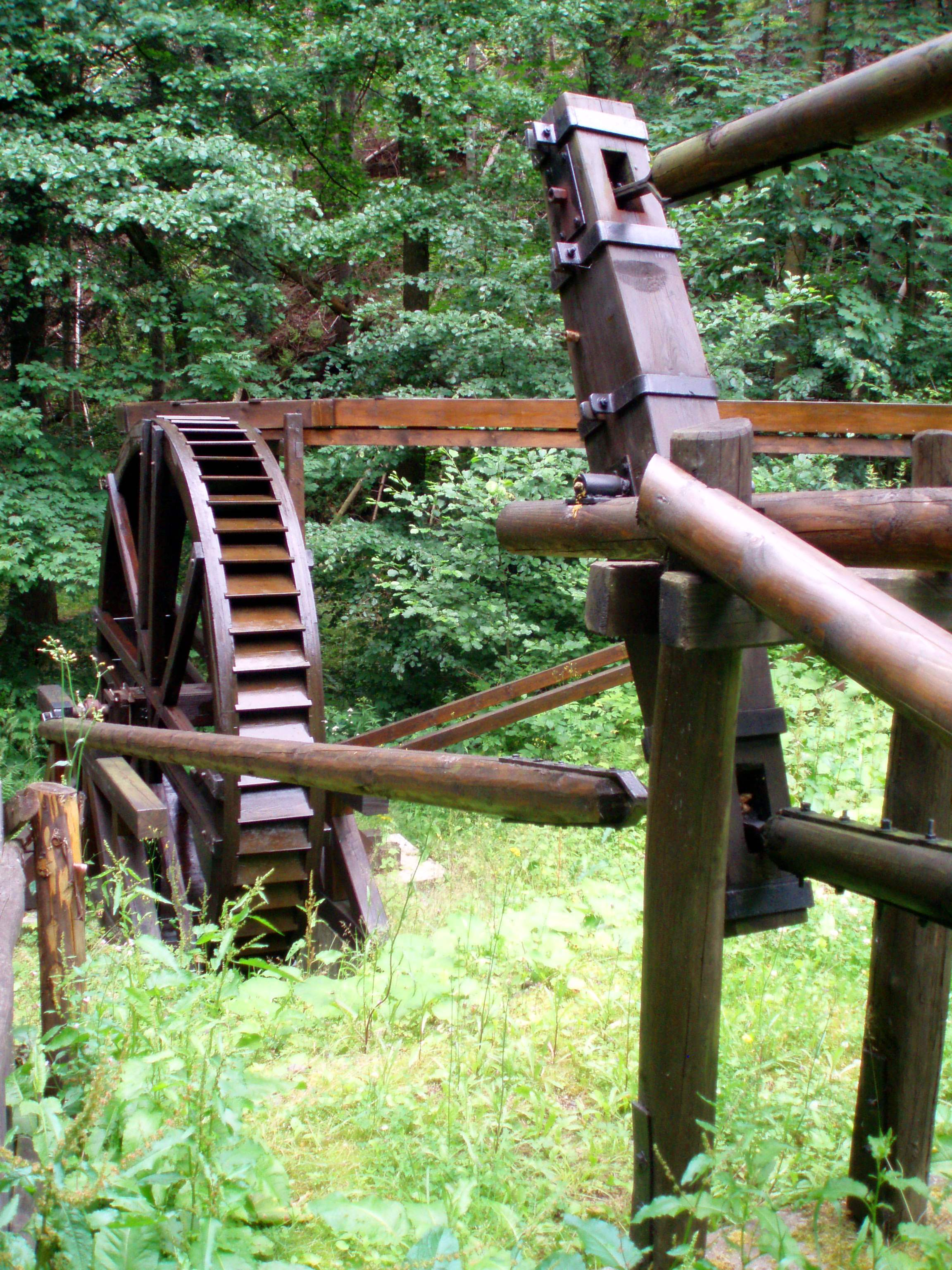
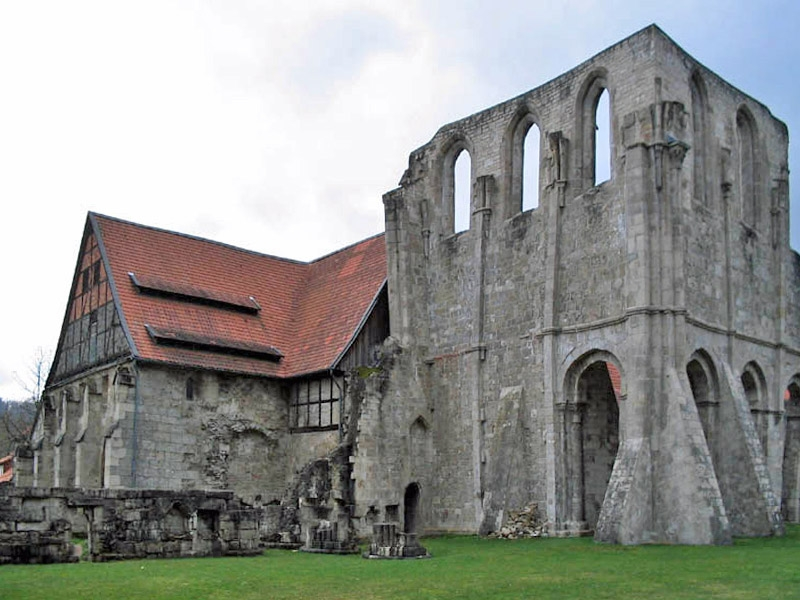
旧ヴァルケンリート修道院

## 登録基準
この世界遺産は世界遺産登録基準のうち、以下の条件を満たし、登録された（以下の基準は世界遺産センター公表の登録基準からの翻訳、引用である）。
- (1) 人類の創造的才能を表現する傑作。
  - 世界遺産委員会はこの適用理由について、この世界遺産が「ヨーロッパでは最大級の非鉄金属の採鉱・冶金の建造物群のひとつ」であり、ゴスラーが実質的な首都だったこともある神聖ローマ帝国の時代も含めて、古代から連綿と採鉱が営まれてきたこの物件は、「採鉱技術と産業用水管理の分野での人類の創造的才能を示す顕著な例証である」と説明した[24]。

- (2) ある期間を通じてまたはある文化圏において、建築、技術、記念碑的芸術、都市計画、景観デザインの発展に関し、人類の価値の重要な交流を示すもの。
  - この基準は、ランメルスベルク鉱山とゴスラーのみが登録されていた時点では適用されておらず、拡大登録に際して追加された。ただし、ICOMOSはこの基準はオーバーハルツ水利管理システムだけにとどまらず、全体に対して適用されるべきものと勧告しており[25]、世界遺産委員会の決議文でもその判断が踏襲された。決議文では、鉱山学の父ともいわれる16世紀ドイツの鉱山学者ゲオルク・アグリコラの『デ・レ・メタリカ』に影響を及ぼしたことにも言及され、「中世から近現代に至るヨーロッパの採鉱および水管理技術の分野での人類の価値の重要な交流を示している」と説明された[24]。

- (4) 人類の歴史上重要な時代を例証する建築様式、建築物群、技術の集積または景観の優れた例。
  - 世界遺産委員会では、この基準の適用理由について、まず「採鉱技術、非鉄金属の冶金、排水・水力利用の管理の分野における顕著にして非常に包括的な技術的集積」であることを挙げ、「その範囲も操業期間も例外的なものである」とした。さらに、ゴスラーの歴史都市の都市計画の存在などによって、「中世及びルネサンス期における行政上・商業上の組織の特徴的な例証をも提示している」ことを指摘した[24]。

このほか、ドイツ当局は拡大登録に当たって、近隣の環境、特に水力を有効に活用していたことを理由に基準 (3) の適用も申請していたが、近隣環境の利用は鉱業の世界遺産にはほぼ共通して見られることや、基準 (1) や (4) の適用理由にはその要素も考慮されているという理由によって、ICOMOSは適用できないという判断を示していた。